# 长翼南蝠
长翼南蝠（学名：Ia longimana）为蝙蝠科南蝠属的动物，是中国的特有物种。分布于陕西、贵州、云南、四川等地，多生活于岩洞。该物种的模式产地在四川会东。